# 1198
Portal Geschichte | Portal Biografien | Aktuelle Ereignisse | Jahreskalender | Tagesartikel

◄ |
11. Jahrhundert |
12. Jahrhundert
| 13. Jahrhundert | ►

◄ |
1160er |
1170er |
1180er |
1190er
| 1200er | 1210er | 1220er | ►

◄◄ |
◄ |
1194 |
1195 |
1196 |
1197 |
1198
| 1199 | 1200 | 1201 | 1202 | ► | ►►
Staatsoberhäupter  · Nekrolog
| Januar | Januar | Januar | Januar | Januar | Januar | Januar | Januar |
| Kw     | Mo     | Di     | Mi     | Do     | Fr     | Sa     | So     |
| ------ | ------ | ------ | ------ | ------ | ------ | ------ | ------ |
| 1      |        |        |        | 1      | 2      | 3      | 4      |
| 2      | 5      | 6      | 7      | 8      | 9      | 10     | 11     |
| 3      | 12     | 13     | 14     | 15     | 16     | 17     | 18     |
| 4      | 19     | 20     | 21     | 22     | 23     | 24     | 25     |
| 5      | 26     | 27     | 28     | 29     | 30     | 31     |        |

| Februar | Februar | Februar | Februar | Februar | Februar | Februar | Februar |
| Kw      | Mo      | Di      | Mi      | Do      | Fr      | Sa      | So      |
| ------- | ------- | ------- | ------- | ------- | ------- | ------- | ------- |
| 5       |         |         |         |         |         |         | 1       |
| 6       | 2       | 3       | 4       | 5       | 6       | 7       | 8       |
| 7       | 9       | 10      | 11      | 12      | 13      | 14      | 15      |
| 8       | 16      | 17      | 18      | 19      | 20      | 21      | 22      |
| 9       | 23      | 24      | 25      | 26      | 27      | 28      |         |

| März | März | März | März | März | März | März | März |
| Kw   | Mo   | Di   | Mi   | Do   | Fr   | Sa   | So   |
| ---- | ---- | ---- | ---- | ---- | ---- | ---- | ---- |
| 9    |      |      |      |      |      |      | 1    |
| 10   | 2    | 3    | 4    | 5    | 6    | 7    | 8    |
| 11   | 9    | 10   | 11   | 12   | 13   | 14   | 15   |
| 12   | 16   | 17   | 18   | 19   | 20   | 21   | 22   |
| 13   | 23   | 24   | 25   | 26   | 27   | 28   | 29   |
| 14   | 30   | 31   |      |      |      |      |      |

| April | April | April | April | April | April | April | April |
| Kw    | Mo    | Di    | Mi    | Do    | Fr    | Sa    | So    |
| ----- | ----- | ----- | ----- | ----- | ----- | ----- | ----- |
| 14    |       |       | 1     | 2     | 3     | 4     | 5     |
| 15    | 6     | 7     | 8     | 9     | 10    | 11    | 12    |
| 16    | 13    | 14    | 15    | 16    | 17    | 18    | 19    |
| 17    | 20    | 21    | 22    | 23    | 24    | 25    | 26    |
| 18    | 27    | 28    | 29    | 30    |       |       |       |

| Mai | Mai | Mai | Mai | Mai | Mai | Mai | Mai |
| Kw  | Mo  | Di  | Mi  | Do  | Fr  | Sa  | So  |
| --- | --- | --- | --- | --- | --- | --- | --- |
| 18  |     |     |     |     | 1   | 2   | 3   |
| 19  | 4   | 5   | 6   | 7   | 8   | 9   | 10  |
| 20  | 11  | 12  | 13  | 14  | 15  | 16  | 17  |
| 21  | 18  | 19  | 20  | 21  | 22  | 23  | 24  |
| 22  | 25  | 26  | 27  | 28  | 29  | 30  | 31  |

| Juni | Juni | Juni | Juni | Juni | Juni | Juni | Juni |
| Kw   | Mo   | Di   | Mi   | Do   | Fr   | Sa   | So   |
| ---- | ---- | ---- | ---- | ---- | ---- | ---- | ---- |
| 23   | 1    | 2    | 3    | 4    | 5    | 6    | 7    |
| 24   | 8    | 9    | 10   | 11   | 12   | 13   | 14   |
| 25   | 15   | 16   | 17   | 18   | 19   | 20   | 21   |
| 26   | 22   | 23   | 24   | 25   | 26   | 27   | 28   |
| 27   | 29   | 30   |      |      |      |      |      |

| Juli | Juli | Juli | Juli | Juli | Juli | Juli | Juli |
| Kw   | Mo   | Di   | Mi   | Do   | Fr   | Sa   | So   |
| ---- | ---- | ---- | ---- | ---- | ---- | ---- | ---- |
| 27   |      |      | 1    | 2    | 3    | 4    | 5    |
| 28   | 6    | 7    | 8    | 9    | 10   | 11   | 12   |
| 29   | 13   | 14   | 15   | 16   | 17   | 18   | 19   |
| 30   | 20   | 21   | 22   | 23   | 24   | 25   | 26   |
| 31   | 27   | 28   | 29   | 30   | 31   |      |      |

| August | August | August | August | August | August | August | August |
| Kw     | Mo     | Di     | Mi     | Do     | Fr     | Sa     | So     |
| ------ | ------ | ------ | ------ | ------ | ------ | ------ | ------ |
| 31     |        |        |        |        |        | 1      | 2      |
| 32     | 3      | 4      | 5      | 6      | 7      | 8      | 9      |
| 33     | 10     | 11     | 12     | 13     | 14     | 15     | 16     |
| 34     | 17     | 18     | 19     | 20     | 21     | 22     | 23     |
| 35     | 24     | 25     | 26     | 27     | 28     | 29     | 30     |
| 36     | 31     |        |        |        |        |        |        |

| September | September | September | September | September | September | September | September |
| Kw        | Mo        | Di        | Mi        | Do        | Fr        | Sa        | So        |
| --------- | --------- | --------- | --------- | --------- | --------- | --------- | --------- |
| 36        |           | 1         | 2         | 3         | 4         | 5         | 6         |
| 37        | 7         | 8         | 9         | 10        | 11        | 12        | 13        |
| 38        | 14        | 15        | 16        | 17        | 18        | 19        | 20        |
| 39        | 21        | 22        | 23        | 24        | 25        | 26        | 27        |
| 40        | 28        | 29        | 30        |           |           |           |           |

| Oktober | Oktober | Oktober | Oktober | Oktober | Oktober | Oktober | Oktober |
| Kw      | Mo      | Di      | Mi      | Do      | Fr      | Sa      | So      |
| ------- | ------- | ------- | ------- | ------- | ------- | ------- | ------- |
| 40      |         |         |         | 1       | 2       | 3       | 4       |
| 41      | 5       | 6       | 7       | 8       | 9       | 10      | 11      |
| 42      | 12      | 13      | 14      | 15      | 16      | 17      | 18      |
| 43      | 19      | 20      | 21      | 22      | 23      | 24      | 25      |
| 44      | 26      | 27      | 28      | 29      | 30      | 31      |         |

| November | November | November | November | November | November | November | November |
| Kw       | Mo       | Di       | Mi       | Do       | Fr       | Sa       | So       |
| -------- | -------- | -------- | -------- | -------- | -------- | -------- | -------- |
| 44       |          |          |          |          |          |          | 1        |
| 45       | 2        | 3        | 4        | 5        | 6        | 7        | 8        |
| 46       | 9        | 10       | 11       | 12       | 13       | 14       | 15       |
| 47       | 16       | 17       | 18       | 19       | 20       | 21       | 22       |
| 48       | 23       | 24       | 25       | 26       | 27       | 28       | 29       |
| 49       | 30       |          |          |          |          |          |          |

| Dezember | Dezember | Dezember | Dezember | Dezember | Dezember | Dezember | Dezember |
| Kw       | Mo       | Di       | Mi       | Do       | Fr       | Sa       | So       |
| -------- | -------- | -------- | -------- | -------- | -------- | -------- | -------- |
| 49       |          | 1        | 2        | 3        | 4        | 5        | 6        |
| 50       | 7        | 8        | 9        | 10       | 11       | 12       | 13       |
| 51       | 14       | 15       | 16       | 17       | 18       | 19       | 20       |
| 52       | 21       | 22       | 23       | 24       | 25       | 26       | 27       |
| 53       | 28       | 29       | 30       | 31       |          |          |          |

| Januar | Januar | Januar | Januar | Januar | Januar | Januar | Januar |
| Kw     | Mo     | Di     | Mi     | Do     | Fr     | Sa     | So     |
| ------ | ------ | ------ | ------ | ------ | ------ | ------ | ------ |
| 1      |        |        |        | 1      | 2      | 3      | 4      |
| 2      | 5      | 6      | 7      | 8      | 9      | 10     | 11     |
| 3      | 12     | 13     | 14     | 15     | 16     | 17     | 18     |
| 4      | 19     | 20     | 21     | 22     | 23     | 24     | 25     |
| 5      | 26     | 27     | 28     | 29     | 30     | 31     |        |

| Februar | Februar | Februar | Februar | Februar | Februar | Februar | Februar |
| Kw      | Mo      | Di      | Mi      | Do      | Fr      | Sa      | So      |
| ------- | ------- | ------- | ------- | ------- | ------- | ------- | ------- |
| 5       |         |         |         |         |         |         | 1       |
| 6       | 2       | 3       | 4       | 5       | 6       | 7       | 8       |
| 7       | 9       | 10      | 11      | 12      | 13      | 14      | 15      |
| 8       | 16      | 17      | 18      | 19      | 20      | 21      | 22      |
| 9       | 23      | 24      | 25      | 26      | 27      | 28      |         |

| März | März | März | März | März | März | März | März |
| Kw   | Mo   | Di   | Mi   | Do   | Fr   | Sa   | So   |
| ---- | ---- | ---- | ---- | ---- | ---- | ---- | ---- |
| 9    |      |      |      |      |      |      | 1    |
| 10   | 2    | 3    | 4    | 5    | 6    | 7    | 8    |
| 11   | 9    | 10   | 11   | 12   | 13   | 14   | 15   |
| 12   | 16   | 17   | 18   | 19   | 20   | 21   | 22   |
| 13   | 23   | 24   | 25   | 26   | 27   | 28   | 29   |
| 14   | 30   | 31   |      |      |      |      |      |

| April | April | April | April | April | April | April | April |
| Kw    | Mo    | Di    | Mi    | Do    | Fr    | Sa    | So    |
| ----- | ----- | ----- | ----- | ----- | ----- | ----- | ----- |
| 14    |       |       | 1     | 2     | 3     | 4     | 5     |
| 15    | 6     | 7     | 8     | 9     | 10    | 11    | 12    |
| 16    | 13    | 14    | 15    | 16    | 17    | 18    | 19    |
| 17    | 20    | 21    | 22    | 23    | 24    | 25    | 26    |
| 18    | 27    | 28    | 29    | 30    |       |       |       |

| Mai | Mai | Mai | Mai | Mai | Mai | Mai | Mai |
| Kw  | Mo  | Di  | Mi  | Do  | Fr  | Sa  | So  |
| --- | --- | --- | --- | --- | --- | --- | --- |
| 18  |     |     |     |     | 1   | 2   | 3   |
| 19  | 4   | 5   | 6   | 7   | 8   | 9   | 10  |
| 20  | 11  | 12  | 13  | 14  | 15  | 16  | 17  |
| 21  | 18  | 19  | 20  | 21  | 22  | 23  | 24  |
| 22  | 25  | 26  | 27  | 28  | 29  | 30  | 31  |

| Juni | Juni | Juni | Juni | Juni | Juni | Juni | Juni |
| Kw   | Mo   | Di   | Mi   | Do   | Fr   | Sa   | So   |
| ---- | ---- | ---- | ---- | ---- | ---- | ---- | ---- |
| 23   | 1    | 2    | 3    | 4    | 5    | 6    | 7    |
| 24   | 8    | 9    | 10   | 11   | 12   | 13   | 14   |
| 25   | 15   | 16   | 17   | 18   | 19   | 20   | 21   |
| 26   | 22   | 23   | 24   | 25   | 26   | 27   | 28   |
| 27   | 29   | 30   |      |      |      |      |      |

| Juli | Juli | Juli | Juli | Juli | Juli | Juli | Juli |
| Kw   | Mo   | Di   | Mi   | Do   | Fr   | Sa   | So   |
| ---- | ---- | ---- | ---- | ---- | ---- | ---- | ---- |
| 27   |      |      | 1    | 2    | 3    | 4    | 5    |
| 28   | 6    | 7    | 8    | 9    | 10   | 11   | 12   |
| 29   | 13   | 14   | 15   | 16   | 17   | 18   | 19   |
| 30   | 20   | 21   | 22   | 23   | 24   | 25   | 26   |
| 31   | 27   | 28   | 29   | 30   | 31   |      |      |

| August | August | August | August | August | August | August | August |
| Kw     | Mo     | Di     | Mi     | Do     | Fr     | Sa     | So     |
| ------ | ------ | ------ | ------ | ------ | ------ | ------ | ------ |
| 31     |        |        |        |        |        | 1      | 2      |
| 32     | 3      | 4      | 5      | 6      | 7      | 8      | 9      |
| 33     | 10     | 11     | 12     | 13     | 14     | 15     | 16     |
| 34     | 17     | 18     | 19     | 20     | 21     | 22     | 23     |
| 35     | 24     | 25     | 26     | 27     | 28     | 29     | 30     |
| 36     | 31     |        |        |        |        |        |        |

| September | September | September | September | September | September | September | September |
| Kw        | Mo        | Di        | Mi        | Do        | Fr        | Sa        | So        |
| --------- | --------- | --------- | --------- | --------- | --------- | --------- | --------- |
| 36        |           | 1         | 2         | 3         | 4         | 5         | 6         |
| 37        | 7         | 8         | 9         | 10        | 11        | 12        | 13        |
| 38        | 14        | 15        | 16        | 17        | 18        | 19        | 20        |
| 39        | 21        | 22        | 23        | 24        | 25        | 26        | 27        |
| 40        | 28        | 29        | 30        |           |           |           |           |

| Oktober | Oktober | Oktober | Oktober | Oktober | Oktober | Oktober | Oktober |
| Kw      | Mo      | Di      | Mi      | Do      | Fr      | Sa      | So      |
| ------- | ------- | ------- | ------- | ------- | ------- | ------- | ------- |
| 40      |         |         |         | 1       | 2       | 3       | 4       |
| 41      | 5       | 6       | 7       | 8       | 9       | 10      | 11      |
| 42      | 12      | 13      | 14      | 15      | 16      | 17      | 18      |
| 43      | 19      | 20      | 21      | 22      | 23      | 24      | 25      |
| 44      | 26      | 27      | 28      | 29      | 30      | 31      |         |

| November | November | November | November | November | November | November | November |
| Kw       | Mo       | Di       | Mi       | Do       | Fr       | Sa       | So       |
| -------- | -------- | -------- | -------- | -------- | -------- | -------- | -------- |
| 44       |          |          |          |          |          |          | 1        |
| 45       | 2        | 3        | 4        | 5        | 6        | 7        | 8        |
| 46       | 9        | 10       | 11       | 12       | 13       | 14       | 15       |
| 47       | 16       | 17       | 18       | 19       | 20       | 21       | 22       |
| 48       | 23       | 24       | 25       | 26       | 27       | 28       | 29       |
| 49       | 30       |          |          |          |          |          |          |

| Dezember | Dezember | Dezember | Dezember | Dezember | Dezember | Dezember | Dezember |
| Kw       | Mo       | Di       | Mi       | Do       | Fr       | Sa       | So       |
| -------- | -------- | -------- | -------- | -------- | -------- | -------- | -------- |
| 49       |          | 1        | 2        | 3        | 4        | 5        | 6        |
| 50       | 7        | 8        | 9        | 10       | 11       | 12       | 13       |
| 51       | 14       | 15       | 16       | 17       | 18       | 19       | 20       |
| 52       | 21       | 22       | 23       | 24       | 25       | 26       | 27       |
| 53       | 28       | 29       | 30       | 31       |          |          |          |

## Ereignisse

### Politik und Weltgeschehen

#### Deutscher Thronstreit

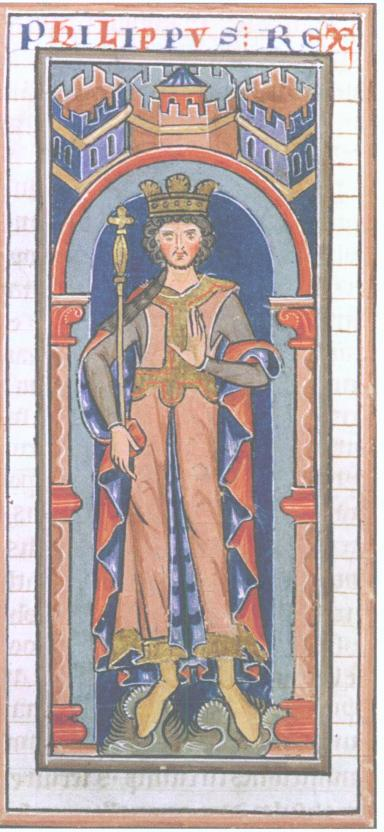
Darstellung Philipps von Schwaben in der Kölner Königschronik (13. Jahrhundert)

Philipp von Schwaben hat seit dem Tod seines Bruders Kaiser Heinrich VI. die Regentschaft für dessen bereits 1196 zum König gekrönten Sohn Friedrich II. geführt. Als er Anfang des Jahres erkennt, dass sich die Herrschaftsansprüche seines knapp vierjährigen Neffen im Reich nicht durchsetzen lassen, bemüht er sich für sich selbst um die Krone des Reichs. Indes schlägt der englische König Richard I. seinen Neffen Otto von Braunschweig, den Herzog von Aquitanien, als Kandidaten vor. Die sächsischen Fürsten nehmen diese Kandidatur als Bedrohung wahr, weil sie ihre Besitzungen zu einem guten Teil dem Sturz von Ottos Vater Heinrich dem Löwen verdanken und im Fall einer Wahl des Welfen Retributionen befürchten. Der sächsische Herzog Bernhard III. zieht seine eigene aussichtsreiche Kandidatur daraufhin zurück und verkündet seine Unterstützung für den Staufer Philipp.
Am 8. März wird Philipp von Schwaben von den staufisch gesinnten Fürsten zum römisch-deutschen König gewählt. Er verabsäumt es jedoch, die Krönung zügig nachzuholen und seinem Königtum durch die Ausstellung von Urkunden Geltung zu verschaffen. Dadurch begünstigt wählen am 9. Juni die antistaufischen Fürsten Otto von Braunschweig zum Gegenkönig.
- 29. Juni: Philipp von Schwaben schließt ein Bündnis mit Philipp II. von Frankreich.
- 12. Juli: Der Welfe Otto IV. von Braunschweig wird in Aachen vom Kölner Erzbischof Adolf von Altena zum römisch-deutschen König gekrönt – am rechten Ort, aber mit den falschen Insignien.
- 8. September: Der Staufer Philipp von Schwaben wird in Mainz zum deutschen König gekrönt – am falschen Ort, aber mit den echten Reichskleinodien. Erzbischof Konrad I. von Wittelsbach befindet sich zu diesem Zeitpunkt auf Kreuzzug im Heiligen Land, weshalb der burgundische Erzbischof Aimo von Tarentaise die Aufgabe übernimmt.
- 8. September: Für seine Unterstützung erhebt Philipp den böhmischen Herzog Ottokar I. Přemysl zum König von Böhmen.
- Papst Innozenz III. verhält sich in der Frage der Königswahl abwartend, obwohl er für sich das Recht in Anspruch nimmt, eine Entscheidung zu fällen. Es zeichnen sich allerdings Meinungsverschiedenheiten mit den Staufern ab, da Philipp von Schwaben eine Lehenshoheit des Papstes über das staufische Königreich Sizilien ablehnt.

#### Königreich Sizilien
- 17. Mai: Konstanze von Sizilien lässt ihren noch nicht vierjährigen Sohn Friedrich II. in Palermo zum König von Sizilien krönen und stellt ihn unter den Schutz von Papst Innozenz III. Gleichzeitig verzichtet sie in seinem Namen auf die deutsche Krone und löst das von ihrem Gatten geknüpfte Band zwischen dem Reich und Sizilien. Um ihre Position zu stärken, verbannt sie die unpopulären landesfremden Parteigänger Heinrichs wie Kanzler Walter von Pagliara, Markward von Annweiler und Konrad von Urslingen.

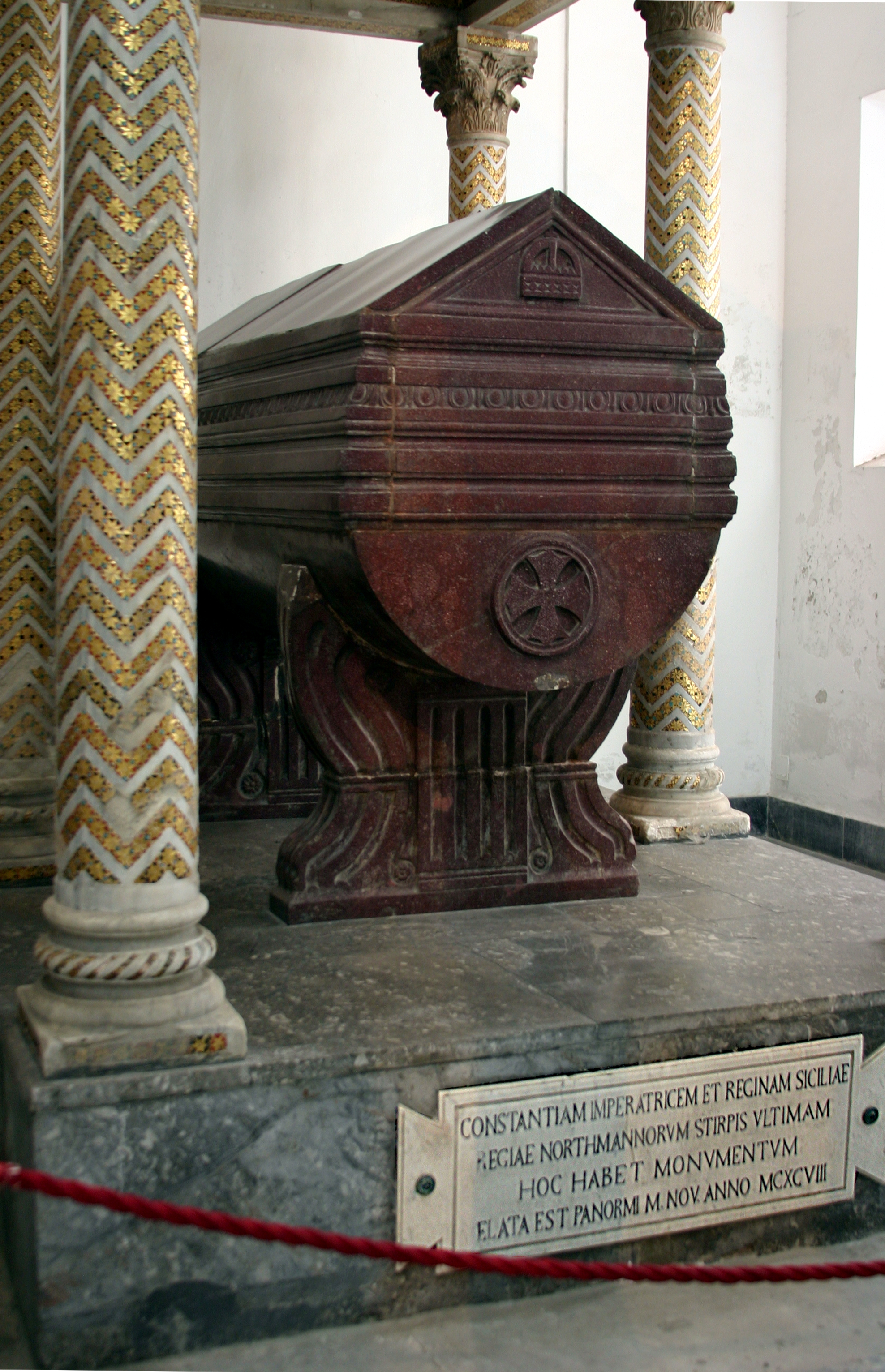
Sarkophag von Konstanze in der Kathedrale von Palermo

- 27. November: Konstanze von Sizilien stirbt überraschend im Alter von 44 Jahren. Papst Innozenz übernimmt die Vormundschaft für ihren Sohn Friedrich. Walter von Pagliara wird wieder als Kanzler eingesetzt. Im Reich bricht eine Zeit der Anarchie aus, in der die ins Land gezogenen deutschen Gefolgsmänner Heinrichs VI. mit dem einheimischen normannischen Adel um die Macht ringen.

#### Weitere Ereignisse im Heiligen Römischen Reich
- 1. Februar: Nach dem Tod von Walram I. wird sein Sohn Heinrich II. im Alter von acht Jahren Graf von Nassau.
- 16. April: Herzog Friedrich I. von Österreich aus dem Geschlecht der Babenberger stirbt auf dem Rückweg vom Heiligen Land. Da er keine Kinder hat, fällt sein Erbe an seinen jüngeren Bruder Leopold VI., womit das Herzogtum Österreich wieder mit dem Herzogtum Steiermark in einer Hand vereint ist.

#### Skandinavien
- In der Seeschlacht im Trondheimsfjord siegen die Bagler über den norwegischen König Sverre.

#### Frankreich/England
- 28. September: In seinem Versuch, das Angevinische Reich der englischen Plantagenet-Dynastie mitten in Frankreich zu zerschlagen, trifft der französische König Philipp II. bei Gisors auf den englischen König Richard Löwenherz. In der Schlacht bei Gisors siegen die Engländer über das französische Ritterheer. Unter päpstlicher Vermittlung nehmen beide Parteien daraufhin erneute Friedensgespräche auf.
- Der Bau des von Richard Löwenherz errichteten Château Gaillard wird abgeschlossen.

#### Kreuzzüge/Heiliges Land
- 6. Januar: Der Mainzer Erzbischof Konrad von Wittelsbach krönt Fürst Leo II. in Tarsus im Beisein des armenischen Katholikos zum König von Kleinarmenien.
- Auf die Nachricht vom Tod Kaiser Heinrichs VI. brechen die meisten Kreuzfahrer zurück in ihre Heimat auf, um im Reich ihre Lehensrechte zu sichern.
- Juli: Mit einem 5-jährigen Waffenstillstand zwischen König Amalrich II. von Jerusalem und dem Ayyubiden-Sultan Al-Adil I. endet der Kreuzzug Heinrichs VI. Al-Adil I. bestätigt den Kreuzfahrern, namentlich dem Königreich Jerusalem, ihre Eroberungen. Die eroberten Ländereien vergibt König Amalrich II. von Jerusalem an lokale Adlige: Die Herrschaft Beirut geht als Lehen an Johann I. von Ibelin. Die Grafschaft Sidon geht an deren alten Inhaber, Rainald Garnier. Die Herrschaft Gibelet, als Teil der Grafschaft Tripolis, wird an Guido I. Embriaco vergeben.
- 4. November: Papst Innozenz III. erteilt dem seit 1195 gebannten Grafen Raimund VI. von Toulouse die Absolution gegen das Versprechen eines Kreuzzuges ins Heilige Land, den Raimund allerdings nie antritt.

#### Ägypten
- 29. November: Nach dem Tod von Al-Aziz Uthman folgt ihm sein neunjähriger Sohn Al-Malik al-Mansur Nasir ad-Din Muhammad als Sultan der Ayyubiden in Ägypten.

#### Japan
- Kamakura-Zeit: Der 18-jährige japanische Tennō Go-Toba wird von Shōgun Minamoto no Yoritomo abgesetzt und durch seinen zweijährigen Sohn Tsuchimikado ersetzt.

#### Urkundliche Ersterwähnungen
- Heiligenbrunn, Käshofen, Langewiesen, Lünebach und Monschau werden erstmals urkundlich erwähnt.

### Religion

#### Buddhismus
- Hōnen stiftet die umstrittene Jōdo-Schule (Schule des Reinen Landes) des japanischen Buddhismus, die dem Amida-Buddhismus zuzuordnen ist.

#### Christentum

##### Papsttum
- 8. Januar: Papst Coelestin III. stirbt nach siebenjährigem Pontifikat in Rom. Noch am gleichen Tag wird der 37-jährige Lotario dei Conti di Segni im zweiten Wahlgang zu seinem Nachfolger gewählt.
- 22. Februar: Graf Lotario di Segni wird als Papst Innozenz III. inthronisiert. Er nutzt den deutschen Thronstreit für sich, um die Macht des Papsttums und den Kirchenstaat zu erweitern. Am 15. August ruft er (ohne konkreten Anlass) mit der Bulle Post miserabile Ierusolimitane zu einem Vierten Kreuzzug auf. Außerdem verhängt er noch im selben Jahr das Interdikt über Philipp II. von Frankreich wegen dessen doppelter Ehe.

##### Kirchenhierarchie
- Konrad von Querfurt wird Anfang des Jahres während seines Aufenthalts im Heiligen Land als Nachfolger des im Vorjahr verstorbenen Gottfried II. zum Bischof von Würzburg gewählt. Da der Reichserzkanzler zu diesem Zeitpunkt bereits Bischof von Hildesheim ist, wirft der Papst ihm Ämterkumulation vor und fordert ihn unter Androhung der Exkommunikation auf, das neue Amt zurückzulegen, eine Aufforderung, der Konrad bis Ende des Jahres nicht nachkommt.
- 5. August: Johannes X. Kamateros wird Patriarch von Konstantinopel als Nachfolger des am 7. Juli verstorbenen Georg II. Xiphilinos. Er beginnt einen Briefwechsel mit Papst Innozenz III. über Fragen des Papstprimates und das filioque.
- Jaroslaw von Oppeln wird zum Nachfolger von Siroslaus II. als Bischof von Breslau gewählt. Im selben Jahr konsekriert er die Kirche St. Jakobus in Neisse.

##### Ordensgemeinschaften
- 5. März: Der Deutsche Orden, während des Dritten Kreuzzuges als Feldhospital gegründet, wird während des Deutschen Kreuzzugs auf Betreiben Wolfgers von Erla und Konrads von Querfurt nach dem Vorbild der Templer und Johanniter in den Stand eines Ritterordens erhoben.
- Die Spitalsbruderschaft der Hospitaliter vom Heiligen Geist erhält die päpstliche Bestätigung.
- Johannes von Matha und Felix von Valois gründen in Cerfroid bei Paris den Trinitarier-Orden.
- In Montpellier wird der Spitalorden vom Heiligen Geist gegründet.

##### Klöster und Kirchengebäude

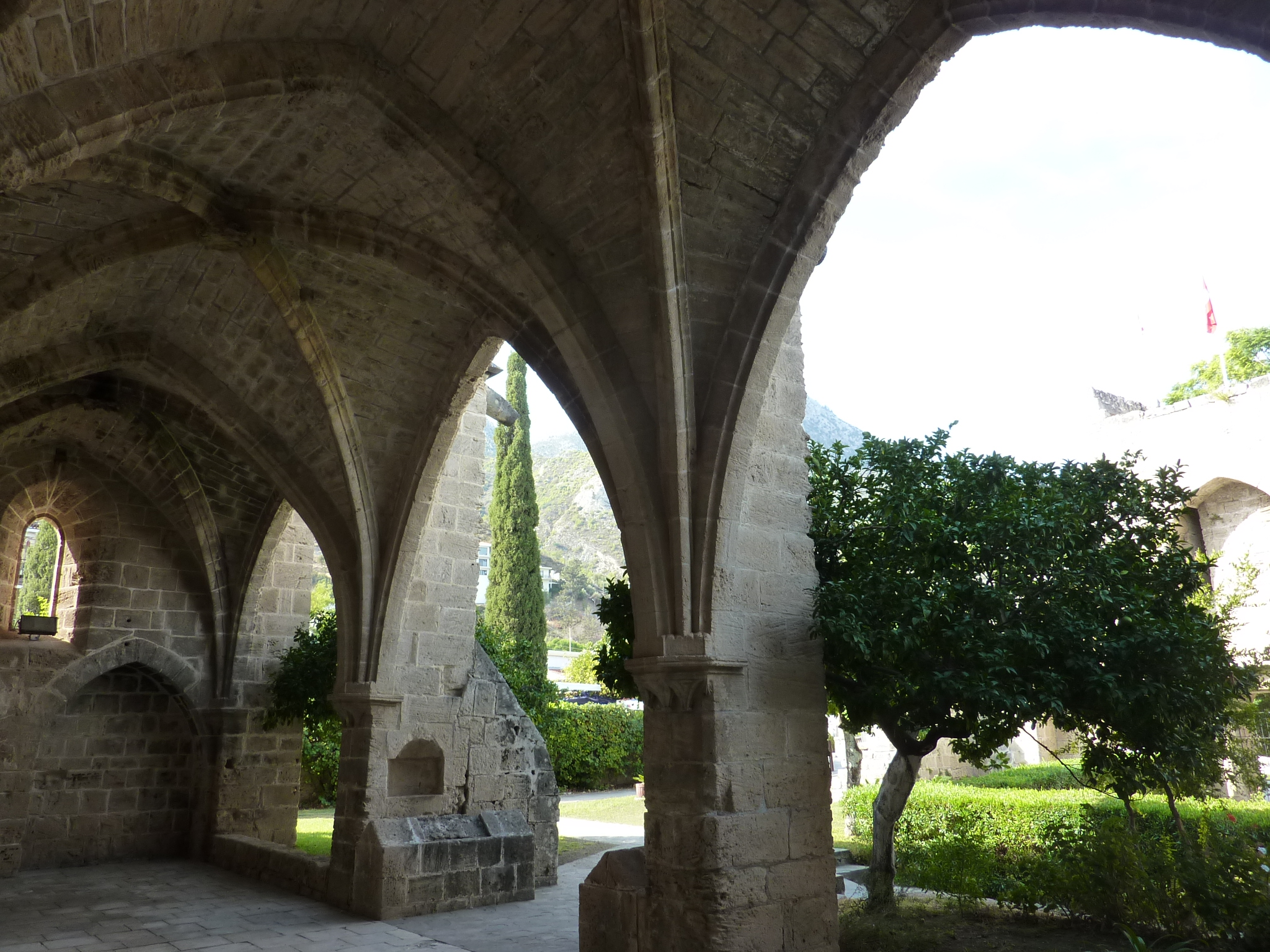
Die Abteikirche von Bellapais

- Auf Zypern wird von Augustiner-Chorherren die Abtei Bellapais gegründet.
- Die Cleeve Abbey in England, die Cymer Abbey in Wales und die Kilshane Abbey in Irland werden gegründet.
- Sava von Serbien und sein Vater Stefan Nemanja gründen das Kloster Hilandar auf dem Berg Athos.

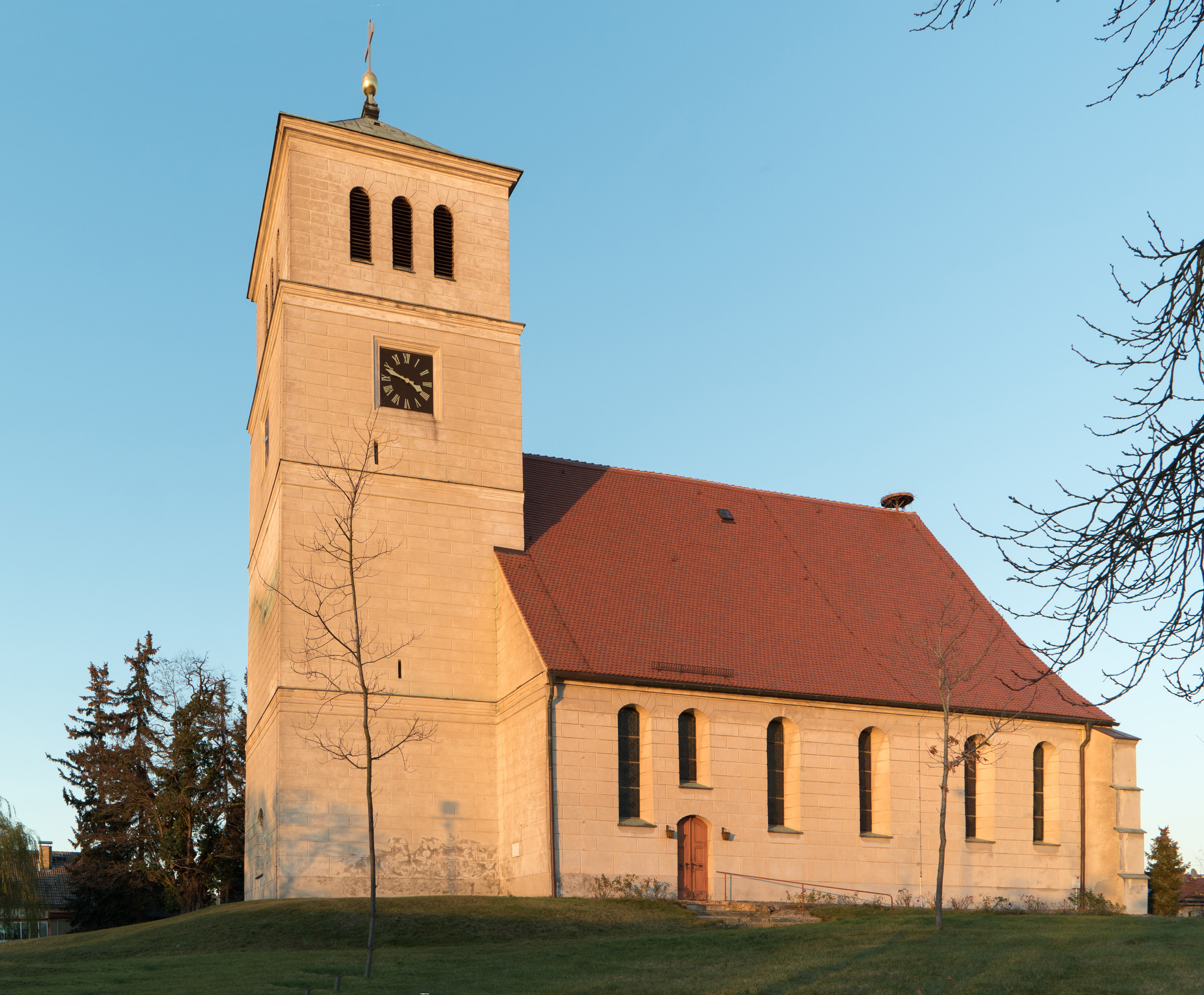
Kirche St. Marien zu Schildau

- Die Kirche St. Marien in Schildau wird erstmals urkundlich erwähnt.

## Geboren

### Geburtsdatum gesichert
- 24. August: Alexander II., König von Schottland († 1249)
- 11. September: Hōjō Shigetoki, japanischer Politiker († 1261)

### Genaues Geburtsdatum unbekannt
- April/Juni: Beatrix von Schwaben, römisch-deutsche Kaiserin († 1212)
- Ertuğrul Gazi, türkmenischer/oghusischer Clanführer († 1281/1282)
- Fujiwara no Tameie, japanischer Dichter († 1275)
- Johann von Braine, Graf von Vienne und Mâcon († 1239)
- Sibylle von Lusignan, zypriotische Prinzessin und Königin von Armenien († um 1230)

### Geboren um 1198
- Walter Stewart, schottischer Adliger und High Stewart von Schottland († 1246)

## Gestorben

### Todesdatum gesichert
- 08. Januar: Coelestin III., Papst (* um 1106)
- 21. Januar: Gerhard Unmaze, Kölner Kaufmann und Bankier
- 01. Februar: Walram I., Graf von Nassau, Teilnehmer des Dritten Kreuzzugs und Mitgründer des Deutschen Ordens (* um 1146)
- 11. März: Marie de Champagne, Gräfin von Champagne (* 1145)
- 27. März: Hugh de Nonant, Bischof von Coventry

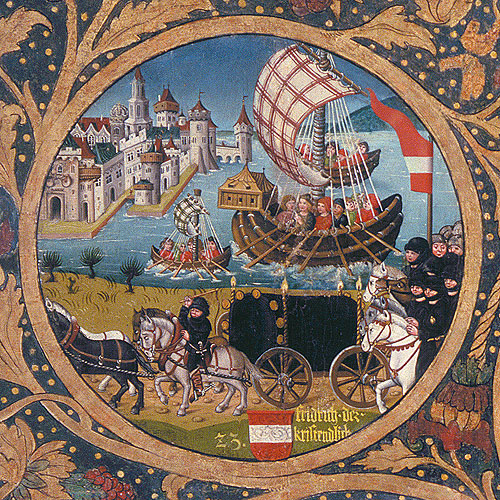
Die Leiche des Kreuzfahrers Friedrich I. wird zurück nach Österreich überführt. (Babenberger-Stammbaum, um 1490, Stift Klosterneuburg)

- 16. April: Friedrich I., Herzog von Österreich (* um 1175)
- 05. Mai: Sophia von Minsk, Königin von Dänemark (* um 1140)
- 07. Juli: Georg II. Xiphilinos, Patriarch von Konstantinopel
- 16. Juli: Peter de Leia, Bischof von St Davids
- 17. Juli: Nerses von Lambron, Erzbischof von Tarsus (* 1153)
- 24. Juli: Berthold, Bischof in Livland
- 01. September: Dulce von Barcelona, aragonesische Prinzessin und Königin von Portugal (* 1160)
- 10. September: Richard fitz Nigel, Bischof von London (* um 1130)
- 15. September: Friedrich II., Pfalzgraf in Bayern (* um 1120)
- 25. September: John de Coutances, Bischof von Worcester
- 27. November: Konstanze von Sizilien, römisch-deutsche Kaiserin, Königin von Sizilien und Königin von Neapel (* 1154)
- 27. November: Abraham ben David von Posquières, französischer Talmud-Gelehrter (* 1125)
- 29. November: Al-Aziz, Ayyubiden-Sultan von Ägypten (* 1171)
- 10. Dezember: Averroes, andalusisch-arabischer Philosoph, Gelehrter, Jurist, Arzt und Schriftsteller (* 1126)
- 24. Dezember: William de Vere, Lordkanzler und Siegelbewahrer von England, Bischof von Hereford (* um 1120)

### Genaues Todesdatum unbekannt
- Barompa Dharma Wangchug, Person des tibetischen Buddhismus (* 1127)
- Bernhard II., Graf von Ratzeburg
- Ruaidhrí Ua Conchobair, letzter irischstämmiger Hochkönig von Irland
- Siroslaus II., Bischof von Breslau
- Wortwin, deutscher Kanoniker und Protonotar Friedrichs I. (* um 1135)

### Gestorben um 1198
- Friedrich, Graf von Berg-Altena (* 1173)
- Wilhelm III., König von Sizilien (* um 1185)